# Saint-Amand-Montrond
Saint-Amand-Montrond (pronunciado [sɛ̃.t‿a.'mɑ̃.mɔ̃.'ʁɔ̃]) es una comuna francesa, situada en la región de Centro-Valle de Loira, departamento de Cher. Es la subprefectura del distrito y chef-lieu del cantón de su nombre.

## Personalidades famosos
Jean Godin nació en Saint-Amand-Montrond en 1713. Murió en 1792 en la misma ciudad con su esposa, Isabel.
Esta localidad es también el lugar natal del ciclista Julian Alaphilippe (1992-).

## Demografía
| 10 890 | 11 495 | 12 278 | 12 451 | 11 937 | 11 447 | 11 642 | 10 646 | 9830 | 9437 |
| Para los censos de 1962 a 1999 la población legal corresponde a la población sin duplicidades (Fuente: INSEE [Consultar]) |        |        |        |        |        |        |        |      |      |

## Geografía
En las proximidades de la población, sobre la autopista A71, se encuentra el área de servicio del Centro de Francia, conocido por el puente piramidal que une ambos sentidos de la circulación y que está situado aproximadamente en el centro geográfico de Francia.